# Лахонтен (кратер)
Лахонтен (англ. Lahontan) — 100-метровый ударный кратер на Марсе, расположен в гораздо более крупном кратере Гусева. Координаты кратера — 14°34′23″ ю. ш. 175°29′34″ в. д. / 14,5730667° ю. ш. 175,4930389° в. д.. Марсоход «Спирит» достиг кратера Лахонтен на 118-й сол, но не стал его исследовать и вместо этого продолжил своё путешествие к «холмам Колумбии».
Кратер назван по древнему (существовавшему в плейстоцене) озеру Лахонтан в Неваде.

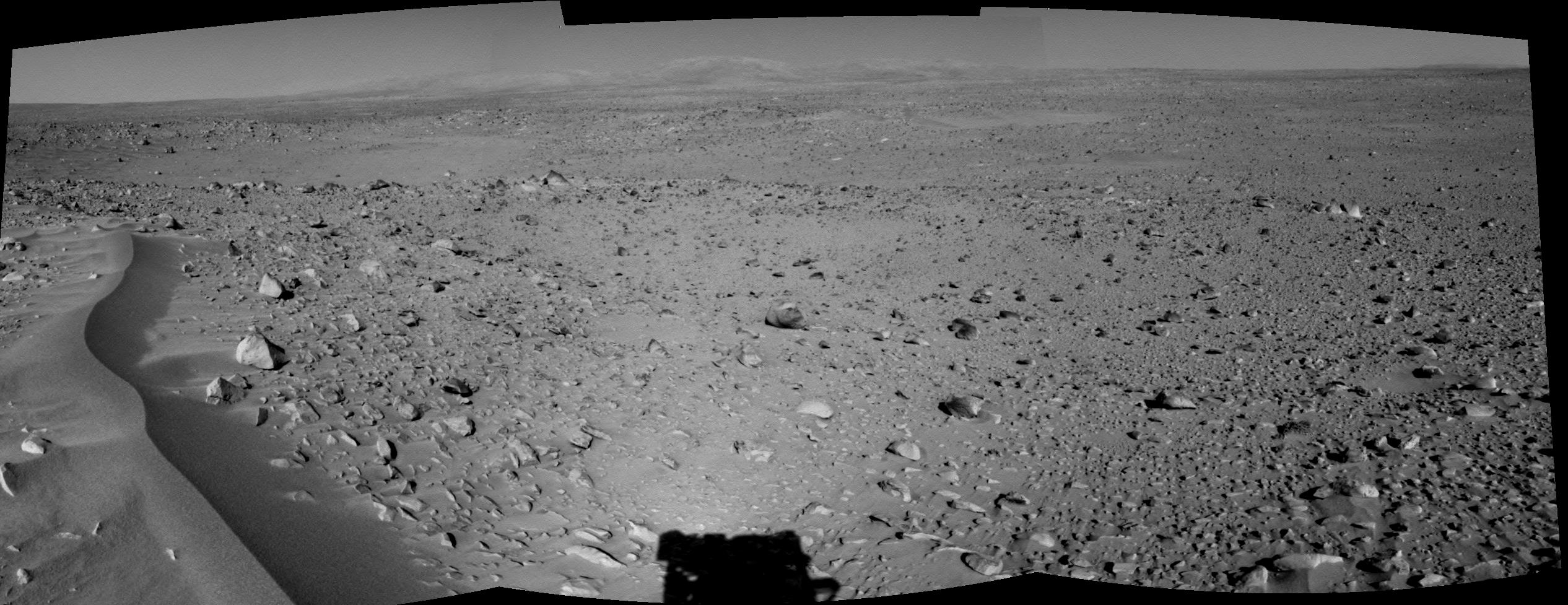
Кратер Лахонтен (в левом верхнем углу), снятый «Спиритом» в 2004 году